# Huis van Bewaring (Middelburg)
Het Huis van Bewaring was een voormalige gevangenis aan de Kousteensedijk in Middelburg, Zeeland die in gebruik genomen werd als tuchthuis in 1643. In mei 1993 werd het gebouw afgebroken.

## Geschiedenis
In de periode 1585-1643 werd het gebied bij de Nieuwe Haven en Kousteensedijk bebouwd. Zo werd aan de Nieuwe Haven, in 1585, een nieuwe stadsschuur in gebruik genomen. Na 1615 werd een ammunitiehuis op de Kousteensedijk in gebruik genomen. In de muren van deze wapenopslag was ook nog een deel van de oude middeleeuwse stadsmuur verwerkt. In 1624 is er sprake van 'een nieuw dubbel pakhuis op de Kousteensedijk'. Vanaf 1641 werd begonnen om dit pakhuis te verbouwen tot een Tuchthuis. Financieel was het een moeizaam project, waardoor er een lening werd afgesloten, een loterij werd gehouden, en het Leprozenhuis werd verkocht. In 1643 kon het tuchthuis in gebruik genomen worden. Er werden voornamelijk landlopers en bedelaars in opgesloten. De mannen moesten Brazielhout raspen (grondstof voor de verfindustrie) en de vrouwen moesten spinnen, wat de reden was dat het tuchthuis bekend was als Rasp- en Spinhuis. Later moesten de opgeslotenen ook zeildoek produceren voor schepen van de VOC.
Na de Franse tijd werd het tuchthuis aangeduid als 'Huis van Justitie en Detentie' , na 1825 als 'Huis van Burgerlijke en Militaire Verzekering', er vond toen ook een verbouwing plaats. In 1852 vond weer een verbouwing plaats. In 1873-1874 vond een ingrijpende verbouwing plaats door Ingenieur-Architect der Gevangenissen en Geregtsgebouwen, J.F. Metzelaar. Hierbij werd het centrale bouwlichaam volledig gesloopt en de oost- en westvleugels intern ingrijpend verbouwd, waarbij de gevelindeling en -bekleding werden veranderd, maar waarbij de hoofdconstructie bewaard is gebleven.  Het gebouw werd nu een Huis van bewaring. De laatste oude toren van de voormalige stadsmuur, de bakkerstoren, werd bij deze verbouwing afgebroken.

## Sloop
In 1993 werd besloten het complex te slopen. Hierbij ging dus niet alleen het gebouw verloren, waarvan het uiterlijk  bepaald werd door 19e-eeuwse architectuur, maar ook de hoofdconstructie uit de vroege 17e eeuw en delen van de stadsmuur uit de middeleeuwen. De locatie zelf is in gebruik gebleven voor ordehandhaving, toen in 1995 werd begonnen aan de bouw van de rechtbank. De naam van het bruggetje over de Binnenhaven/Binnengracht, de Spinhuisbrug, herinnerd nog aan het voormalige tuchthuis. Na sluiting werd het Huis van bewaring verplaatst naar de Penitentiarie Inrichting Torentijd in de Mortiere, Middelburg Oost.